# Julia Viktoria
Julia Elisabeth Viktoria Engborg, mest känd under artistnamnet Julia Viktoria, född 12 juni 2001 i Stockholm, är en svensk sångerska. 

## Liv och karriär
Viktoria är signad till Catapult Music Group och var finalist i Sveriges Radio P4 Nästa Gävleborg och vann priset för Årets Nykomling i Local Heroes-galan i Gävle. Efter att ha flyttat till Sandviken och bott där mellan 2012 och 2017, kom hon tillbaka till Stockholm för att jobba med musiken på bredare basis. Julia Viktorias singel, Paralyzed, skrevs när hon kände att hon ville sluta vara som alla andra. Med sin musik vill hon uppmuntra unga till att vara sig själva. Julia Viktoria har varit förband för The Boppers i Gårdskär.
Julia Viktoria har medverkat ett flertal gånger i artistkollegan Zeventines podcast Art is Alive. Den 10 maj 2019 var hon gäst tillsammans med artisten Angelica Mava och uppträdde i en livepodd för podcasten på Esplanad vid Täby centrum. 
Hennes singel I Don’t Wanna Be Forgotten skrevs vintern 2018 efter Viktoria genomgick hjärtesorg efter ett avslutat förhållande. I en intervju med Popmuzik berättade hon att hon nu inte känner att det är sorgligt längre, utan att hon ser det som något vackert de hade.
Julia Viktoria var 2023 med i programmet Songland på Svt. Programmet går ut på att en välkänd artist får jobba med nya låtskrivare för att sedan välja en låt av en låtskrivare som artisten kommer ge ut. Artisten i fråga, Oscar Zia, valde att inte ge ut Julia Viktorias låt. 

## Diskografi

### Singlar
- 2016: I'll Do It For You[11]
- 2017: Colors[12]
- 2017: You Will Know[13]
- 2018: Make it Together[14]
- 2018: Paralyzed[15]
- 2019: 3am (medverkande)[16]
- 2020: 3am (remix, medverkande)[17]
- 2020: I Don't Wanna Be Forgotten[18]
- 2020: Things We Never Had[19]
- 2020: Can’t Stop[20]
- 2023: Allvar

### EP
- 2020: Stranger[21]

## Media
- 2017: Nästa Gävleborg (Sveriges Radio P4)[2]
- 2017: God morgonshowen (Sveriges Radio P3)[22]
- 2019-2022: Art is Alive (med Zeventine)[23][24][9][25]
- 2023: Songland (SVT)[26]